# جورجيا ستيفنز
جورجيا ستيفنز (بالإنجليزية: Georgia Stevens)‏ هي لاعبة اتحاد الرغبي بريطانية، ولدت في 13 يونيو 1973.